# Rejon oktiabrski (obwód kurski)
Rejon oktiabrski (ros. Октябрьский район) – jednostka administracyjna wchodząca w skład obwodu kurskiego w Rosji.
Centrum administracyjnym rejonu jest osiedle typu miejskiego Priamicyno.

## Geografia
Powierzchnia rejonu wynosi 628,01 km².
Graniczy z rejonami: miedwieńskim, kurskim, kurczatowskim, fatieżskim (obwód kurski).
Głównymi rzekami są: Sejm, Bolszaja Kurica i Worożba.

## Historia
Rejon powstał w roku 1970 na terytorium zlikwidowanego w roku 1963 rejonu leninskiego.

## Demografia
W 2018 rejon zamieszkiwało 24 477 mieszkańców, z czego 5381 na terenach miejskich.

## Podział administracyjny rejonu
W skład rejonu wchodzi: 1 osiedle miejskie i 10 osiedli wiejskich (sielsowietów) – 93 miejscowości.
| Osiedla miejskie:  | Centrum administracyjne | Pozostałe miejscowości | Liczba mieszkańców | Powierzchnia (km²) |
| ------------------ | ----------------------- | ---------------------- | ------------------ | ------------------ |
| osiedle Priamicyno | Priamicyno              | –                      | 5301               | 4,65               |

| Sielsowiety (osiedla wiejskie): | Centrum administracyjne | Pozostałe miejscowości | Liczba mieszkańców | Powierzchnia (km²) |
| ------------------------------- | ----------------------- | --- | ------------------ | ------------------ |
| Artiuchowski                    | Artiuchowka             | Aleksiejewka, Czerkassy, Doncy, Jakowlewka, Kalinowka, Kurjanow, Michajłowka, Ozierki, Pokrowskoje, Strieszniewka, Strieszniewskij, Wierchniaja Małychina, Żurawlinka                                                      | 504                | 57,97              |
| Bolszedołżenkowski              | Bolszoje Dołżenkowo     | Awdiejewa, Lipina, Niżniaja Gorbulina, Niżniaja Płaksina, Siejmskij, Sorokina, Wanina, Wierchniaja Gorbulina | 1712               | 94,25              |
| Czernicynski                    | Czernicyno              | Anachina, Masłowa, Niżniaja Worobża, Riepina, Rojkowo | 7465               | 74,48              |
| Djakonowski                     | Djakonowo               | Adojewa, Czermosznoj, Lutczina, Suchodołowka, Swiridowa | 4897               | 74,89              |
| Filippowski                     | Alabjewa                | Andrianowka, Filippowa, Iljicza, Sokołowka | 224                | 39,59              |
| Katyrinski                      | Mitrofanowa             | Katyrina, Korablowa, Łozowskoje, Malutina, Niżniaja Małychina, Połowniewa, Rieutowa, Siemienichina | 1691               | 58,53              |
| Łobazowski                      | Żurawlino               | Gorbulino, Griemiaczka, Jurjewka, Lebiedin, Łobazowka, Pierwomajskij, Żurawlinskij | 965                | 47,88              |
| Nikolski                        | Stojanowa               | Bykanowo, Diumina, Jakszyna, Kosinowa, Nikolskoje, Niżniaja Mazniewa, Pozdniakowa, Prowotorowa, Rożkowa, Szuklinka, Wierchniaja Mazniewa, Zakubanowka                                                                      | 276                | 74,27              |
| Płotawski                       | Płotawa                 | Ochoczewka, Skripkin, Sowietskaja Dieriewnia, Szatow, Wierchnije Postojałyje Dwory | 585                | 35,49              |
| Starkowski                      | Starkowo                | 1-ja Małaja Dołżenkowa, 2-ja Małaja Dołżenkowa, Bałyczewo, Bolszoje Gostiewo, Bolszoje Umrichino, Dmitrijewka, Kołosowka, Małaja Gostiewa, Małaja Umrichina, Pierkowa, Pokrowskij, Pyżowa, Sobolewa, Wołobujewo, Zarieczje | 652                | 66,01              |